# Сен-Савен (Верхние Пиренеи)
Сен-Саве́н (фр. Saint-Savin, окс. Sent Savin) — коммуна во Франции, находится в регионе Юг — Пиренеи. Департамент — Верхние Пиренеи. Входит в состав кантона Аржелес-Газост. Округ коммуны — Аржелес-Газост.
Код INSEE коммуны — 65396.

## География
Коммуна расположена приблизительно в 680 км к югу от Парижа, в 145 км юго-западнее Тулузы, в 31 км к юго-западу от Тарба.
По территории коммуны протекает река Байу (англ. Bayou).

## Климат
Климат умеренно-океанический с солнечной тёплой погодой и обильными осадками на протяжении практически всего года.

## Население
| Год  | Численность | Численность |
| ---- | ----------- | ----------- |
| 2013 | 379         |             |
| 2015 | 378         | [ 8 ]       |
| 2016 | 386         | [ 9 ]       |
| 2017 | 373         | [ 10 ]      |
| 2018 | 366         | [ 11 ]      |
| 2019 | 360         | [ 12 ]      |
| 2020 | 364         | [ 13 ]      |
| 2021 | 366         | [ 14 ]      |
| 2022 | 366         | [ 4 ]       |

## Администрация
| Период | Период | Фамилия      | Партия | Примечания |
| ------ | ------ | ------------ | ------ | ---------- |
| 1989   | 2008   | Роже Агийон  |        |            |
| 2008   | 2020   | Жерар Омисос |        |            |

## Экономика
В 2010 году среди 235 человек трудоспособного возраста (15-64 лет) 173 были экономически активными, 62 — неактивными (показатель активности — 73,6 %, в 1999 году было 69,3 %). Из 173 активных жителей работали 164 человека (85 мужчин и 79 женщин), безработных было 9 (3 мужчин и 6 женщин). Среди 62 неактивных 15 человек были учениками или студентами, 25 — пенсионерами, 22 были неактивными по другим причинам.

## Достопримечательности
- Церковь Св. Сабиниана (XI век). Исторический памятник с 1840 года[16]
- Часовня Нотр-Дам-де-Пьета (XVI век). Исторический памятник с 1935 года[17]
- Дом и сарай (XIII век). Исторический памятник с 1976 года[18]

## Фотогалерея
- Церковь Св. Сабиниана
- Интерьер церкви Св. Сабиниана
- Дарохранительница церкви Св. Сабиниана
- Часовня Нотр-Дам-де-Пьета
- Фонтан Wallace